# Kościół Świętej Trójcy w Suwałkach
Kościół Świętej Trójcy w Suwałkach – kościół ewangelicko-augsburski wybudowany w latach 1838–1841 według projektu Wacława Ritschla i Karola Majerskiego. Jedyna czynna obecnie świątynia luterańska na Suwalszczyźnie.
Kościół wybudowano w stylu klasycystycznym. Na przestrzeni dziejów nie ulegał większym zmianom architektonicznym, jedynie w XX-leciu międzywojennym zmieniono hełm wieży. Podczas II wojny światowej nie został zniszczony, ale Niemcy zarekwirowali dzwony i zdemontowali metalowe części zabytkowych organów. W 1945 roku zajęty przez katolików. Odzyskany został kilka lat później w wyniku procesu sądowego, ale zdewastowany i pozbawiony ławek. Wyposażenie obiektu skompletowano ostatecznie dopiero w latach 90. XX wieku. W latach 1998–1999 kościół przeszedł częściowy remont.
Budynek orientowany, jednonawowy, na planie prostokąta. Skromną fasadę zdobi schodkowy szczyt i trójkątny tympanon wsparty na czterech pilastrach opatrzonych kimationowymi głowicami. Nad wejściem dzwonnica wtopiona w bryłę budynku. Pierwotny hełm wieży, płaski i półokrągły w zarysie, został zastąpiony wysokim i okazałym hełmem w kształcie ostrosłupa. Wieńczący dzwonnicę krzyż od lat 30. XX wieku był lekko zgięty w wyniku uderzenia pioruna – uszkodzenie naprawiono w 1999 roku. Wszystkie elewacje boniowane.

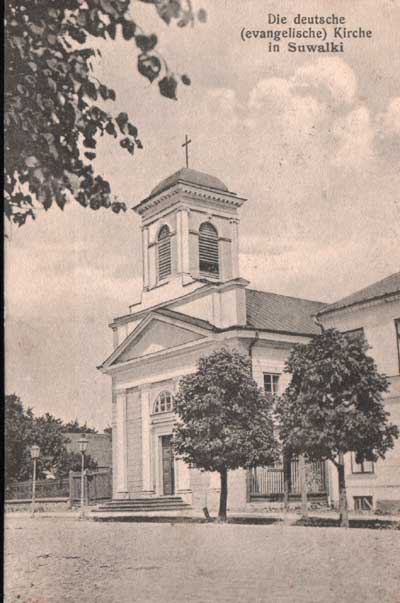
Kościół ewangelicko-augsburski Św. Trójcy w Suwałkach w 1912 roku

Wnętrze utrzymane w duchu klasycyzmu. Nawa bez wydzielonego prezbiterium, przekryta stropem w środkowej części pseudokolebkowym zamkniętym od strony części ołtarzowej konchą, po bokach płaskim. Marmoryzowane podpory stropu utrzymują jednocześnie empory, poniżej których mają formę kolumn toskańskich, a powyżej - jońskich z gładkimi trzonami. Profilowany strop wsparty na słupach powoduje, iż kościół sprawia wewnątrz wrażenie trójnawowego, choć faktycznie jest jednoprzestrzenny. Balustrady empor zaokrąglone w kierunku ściany ołtarzowej. Przebieg empor podkreśla wydatny gzyms, który obiega nawę wokoło tworząc nad ołtarzem konsolę podtrzymującą ambonę. 
Nad mensą ołtarza zawieszony jest XIX-wieczny obraz przedstawiający Ostatnią Wieczerzę, namalowaną według słynnego fresku Leonarda da Vinci. Zespół ołtarza i ambony ujmują dwa pilastry zwieńczone jońskimi kapitelami. Ambona nie posiada baldachimu, którego rolę spełnia koncha stropu.
Na chórze muzycznym XIX-wieczne, neogotyckie organy. Zdemolowany w czasie wojny instrument został wyremontowany i uruchomiony w latach 90. XX wieku. W nawie kościoła umieszczone zostały tablice pamiątkowe ku czci przedwojennych ewangelickich proboszczów suwalskich: ks. Wilhelma Artura Borkenhagena (1898–1972) oraz jego poprzednika, ks. Zygfryda Oskara Loppe (1883–1957).
Kościół po dziś dzień służy suwalskiej społeczności luterańskiej. Okazyjnie odbywają się w nim koncerty muzyczne.